# 長講堂領
長講堂領（ちょうこうどう りょう）は、中世荘園公領制下における王家領荘園群の一つ。

## 概要
長講堂は後白河院の院御所である六条殿（ろくじょうどの）内に建立された持仏堂を起源とする、法華長講弥陀三昧堂（ほっけちょうこうみださんまいどう）の略称で、現在も京都市下京区本塩竈町の六条通沿いにある。
後白河天皇の即位時、父の鳥羽法皇が所有していた広大な所領（安楽寿院領）は、既に異母妹の八条院（暲子内親王）に（八条院領）、母の待賢門院が所有していた法金剛院領も同母兄の崇徳上皇にそれぞれ受け継がれており、天皇自身はこれといった所領を有していなかったが、直後に勃発した保元の乱に勝利し、藤原頼長の没官領を後院領として入手し、これを基軸として荘園の集積を進めていった。
元暦年間に創建された長講堂は、1188年（文治4年）に一度火災で焼失した。この時は後白河院の命で院分国からの負担で賄ったが、この教訓が荘園集積の契機になったとみられる。
1191年（建久2年）後白河院は莫大な荘園を長講堂に寄進し、長講堂領が確立する。翌年、後白河院は死を前に長講堂とその所領を寵姫丹後局所生の宣陽門院（覲子内親王）に譲り、源通親を別当に任じた。42か国89か所に及ぶ長講堂の膨大な荘園は後白河院の没後も増加を続け、また宣陽門院が後鳥羽院の子である雅成親王を猶子として将来の譲渡を約束したが、承久の乱が起こった際に雅成親王は乱に連座して配流された。これまでの通説では、長講堂領は承久の乱の結果、鎌倉幕府の管理下に置かれて、翌年には宣陽門院に返還されたとされていた。しかし、近年の研究では鎌倉幕府による没収を裏付けるものはないとされている。
宣陽門院は1225年（嘉禄元年）、近衛家実の娘である長子（のちの鷹司院）を養女に迎えた。ところが、翌年になって長子がわずか9歳で後堀河天皇中宮に立てられることになった。宣陽門院は自分の死後に自分や亡き後白河院の追善が安定して行われることを期待して、自分自身が天皇の外戚となって将来の皇位継承者に長講堂領を譲る意向であったとみられるが、後堀河天皇も四条天皇（長子はその准母になっていた）も早世してその可能性は絶たれた。
そのため、1246年（寛元4年）になると、宣陽門院は後嵯峨院に対して、鷹司院を出家させた上で一期分として譲渡して彼女の没後に後嵯峨院の子である後深草天皇に譲渡することを申し出た。これに対して後嵯峨院は彼の愛する息子でありながら母親の身分が低く皇位継承が絶望的であった天皇の異母兄・宗尊親王（後の鎌倉幕府将軍）への譲渡を望んでいたが、宣陽門院はあくまでも皇位継承者への譲渡に拘っており、後嵯峨院も最終的にはこれを受け入れた。その後、宣陽門院は1251年（建長3年）に先の処分状を破棄して長講堂領を直ちに後深草天皇に譲渡する見返りに長講堂における後白河院の法要を引き継ぐことを後嵯峨院に約束させ、代わりに鷹司院には元の上西門院領を一期分として与えた。当時の天皇は幼少で、実質においては治天の君である後嵯峨院が掌握してその院政の財政的な基盤となった。
後嵯峨院は後深草天皇に代わって弟の亀山天皇を即位させたが、1267年（文永4年）に後嵯峨院が出家するに先立ち、長講堂領の一切の権利を後深草院に譲渡した。このため、後に後嵯峨院は後深草院に長講堂領を譲る代わりに子孫の皇位継承を諦めさせようとしたとする俗説が生まれた。また、後深草院への権利の移転によって亀山天皇の系統（大覚寺統）へ長講堂領が渡る可能性が失われ、1307年（徳治2年）には後深草院は息子である伏見院に譲渡され、以後後深草院の系統（持明院統）の歴代天皇に継承され、大覚寺統の後醍醐天皇も1326年（嘉暦元年）の後伏見院から花園院への長講堂領移転を認め、1351年（南朝：正平6年、北朝：観応2年）の正平一統の時も後村上天皇は当時の光厳院の長講堂領領有を認めた。この一統を機に持明院統（北朝）の皇統が崇光院の系統から後光厳天皇の系統へ移ったため、皇位継承と並んで長講堂領の継承を巡る紛争が発生した（光厳院は崇光院の皇太子であった直仁親王の子孫への継承を計画していたが、一統の結果として直仁の皇位継承が絶望となったため、長講堂領を崇光院に室町院領を一期分として直仁親王に与える方針に変更した。）。1398年（応永5年）に崇光院が崩御すると、後小松天皇（後光厳天皇の孫）は崇光院の子栄仁親王から長講堂領を没収した。この紛争は1428年（正長元年）に崇光院の曾孫にあたる後花園天皇が後小松院の猶子として皇位を継承するまで続いた。
後白河院の時代には89か所だった長講堂領は一時は180か所（『梅松論』）に増大したが、南北朝の内乱を受けた1407年（応永14年）の称光天皇即位時に作成された「長講堂領目録」には43か国112か所に減少している。それでも代表的な王家領である地位には変わりはなかったが、守護などによる押領に続いて応仁の乱による混乱によって不知行になる所領が急増し、長講堂領は急速に解体していった。

## 主な所領
- 出羽国大泉荘
- 下野国佐野荘
- 信濃国小河荘
- 信濃国住吉荘
- 美濃国蜂屋荘
- 山城国伏見荘（貞治2年に切り離される）
- 備前国因島荘
- 伯耆国宇多河東荘

## 応永14年長講堂領目録
| 荘園                       | 年貢                                                        | 領家                                                               |
| -------------------------- | ----------------------------------------------------------- | ------------------------------------------------------------------ |
| 一、長講堂領               |                                                             |                                                                    |
| 願徳寺（山城）             | 香3石6斗                                                    |                                                                    |
| 八釣荘（大和）             | 小筵200枚                                                   |                                                                    |
| 吉見菟田荘（和泉）         | 油5斗                                                       | 熊野山〈吉見方〉、熊野山・高野山〈菟田方〉                         |
| 葺屋荘（摂津）             | 米100石                                                     | 大光明寺                                                           |
| 篠木荘（尾張）             | 絹150疋・糸500両                                            | 日野入道一位家（日野資教）・故四条中将家                           |
| 稲木荘安良郷（同）         | 絹70疋・糸3000疋・漆2石5斗                                  | 供僧・長講衆                                                       |
| 上門真荘（同）             | 絹150疋・糸300両                                            | 供僧方・日野新大納言家（町資藤）・前宮内大輔光仲朝臣（慈光寺光仲） |
| 野間内海荘（同）           | 絹130疋・糸220両                                            |                                                                    |
| 山香荘（遠江）             | 糸240両・綿2300両・上紙50両・小紙7000帖                     |                                                                    |
| 仁科荘（伊豆）             | 白布700段                                                   |                                                                    |
| 青島荘（甲斐）             | 白布300段・帷布20段                                         |                                                                    |
| 深萱荘（美濃）             | 絹25疋                                                      | 藤中納言家（広橋兼宣）                                             |
| 伊自良荘（同）             | 絹70疋                                                      | 花山院大納言家（花山院忠定）・長講衆                               |
| 宇多弘見荘（同）           | 絹20疋                                                      | 鷹司殿（鷹司冬家）                                                 |
| 蜂屋北荘（同）             | 絹17疋                                                      | 西園寺大納言家（西園寺実永）                                       |
| 蜂屋南荘（同）             | 絹150疋・糸100両・綿230両                                   | 左衛門佐殿                                                         |
| 平田荘（同）市俣郷         | 絹40疋3丈3尺・糸22両                                        | 左衛門佐殿                                                         |
| 平田荘（同）草手郷         | 絹10疋                                                      | 内蔵頭殿（山科教興）                                               |
| 平田荘（同）加納郷         | 絹10疋                                                      | 竹内殿・綾小路三位家（綾小路信俊）                                 |
| 平田荘（同）六條郷         | 絹50疋・糸100両                                             | 綾小路中将殿（田向経良）                                           |
| 平田荘（同）鶉郷           | 絹32疋5丈                                                   |                                                                    |
| 住吉荘（信濃）             | 白布300段                                                   | 山科入道中納言家（山科教言）                                       |
| 市村高田荘（同）           | 白布1450段                                                  | 山科入道中納言家                                                   |
| 大泉荘（出羽）             | 砂金100両・御馬2匹（近来国絹200疋）                         |                                                                    |
| 吉田三宅荘（若狭）         | 被宛毎月六箇度温室用途                                      | 聖光院法印御房                                                     |
| 和田荘（越前）             | 米600石                                                     | 葉室入道大納言家（葉室宗顕）                                       |
| 坂北荘（同）               | 綿10000両                                                   | 入江殿                                                             |
| 御所侍名田（同）           | 引募敦賀郡名田勤仕番役                                      |                                                                    |
| 富安荘（加賀）             | 米200石（本国絹200匹）                                      | 大炊御門中納言家（大炊御門宗氏）                                   |
| 吉河荘（越後）             | 綿5216両・糒15石                                            | 豊原定秋                                                           |
| 弓削荘（丹波）             | 七八寸木200支・杉大榑2000寸                                 |                                                                    |
| 前山荘（同）               | 米190石3斗2升・中紙429枚                                    | 二条中将家（二条持基）                                             |
| 宮津荘（丹後）             | 油10石                                                      | 長講衆                                                             |
| 久美荘（同）               | 絹27疋6丈・糸128両2分・此外成菩提院御念仏御布施為本所課進之 |                                                                    |
| 田村荘（同）               | 絹79疋4丈2寸・糸46両1朱                                     | 左京大夫久長朝臣・供僧方〈但不知行〉・長講衆〈同〉                 |
| 御帋田（但馬）             | 美紙1000帖                                                  | 島田益直相伝                                                       |
| 菟束小代荘（同）           | 修二月壇供                                                  | 光照院殿〈菟束方〉・鷹司殿〈小代方〉                               |
| 朝来新田荘（同）           | 上品紙500帖                                                 | 直指院〈朝来方〉、不断光院〈本庄〉・九条殿（九条満家）〈新庄〉     |
| 久斗大庭荘（同）           | 絹30疋                                                      | 右大臣家（今出川公行）                                             |
| 平津荘（播磨）             | 米50石                                                      | 相応院殿                                                           |
| 菅生荘（同）               | 米50石                                                      | 兵部卿家（楊梅兼邦）                                               |
| 眞嶋荘（美作）             | 油5石                                                       | 右大弁宰相家（万里小路嗣房）                                       |
| 鳥取荘（備前）             | 米1000石                                                    |                                                                    |
| 三村荘（備中）             | 三月御八講用途                                              | 花山院大納言家                                                     |
| 河北荘（備後）             | 炭60籠                                                      |                                                                    |
| 因島荘（同）               | 炭100籠・薪100束                                            |                                                                    |
| 玖珂荘（周防）             | 枝木1000物                                                  | 天龍寺金剛院                                                       |
| 阿武御領（長門）           | 米800石                                                     | 右大臣家                                                           |
| 一宮（阿波）               | 油1石                                                       | 右衛門督家（山科教遠）                                             |
| 那賀山荘（同）             | 材木1000物・榑10000寸                                       | 宮内卿入道真覚                                                     |
| 三島荘（伊予）             | 油2石                                                       |                                                                    |
| 忽那荘（同）               | 米50石                                                      |                                                                    |
| 志賀嶋（筑前）             | 米100石                                                     | 島田益直相伝〈但不知行〉                                           |
| 高良社（筑後）             | 米200石                                                     | 三宝院殿（三宝院満済）                                             |
| 六箇荘（肥後）             | 米800石                                                     | 日野入道一位家                                                     |
| 一、御影堂領               |                                                             |                                                                    |
| 柏野荘（伊賀）             | 油1石                                                       |                                                                    |
| 家田荘（能登）             | 香1石                                                       | 直指院                                                             |
| 善住寺（但馬）             | 御仏供料米4石6斗8升                                         | 悲田院                                                             |
| 巨勢荘（備中）             | 米20石                                                      |                                                                    |
| 多気荘（同）               | 米20石                                                      |                                                                    |
| 伊賀利荘（淡路）           | 米10石                                                      |                                                                    |
| 福良賀集荘（同）           | 未定                                                        | 三条宰相中将家（三条公雅）                                         |
| 一、庁分                   |                                                             |                                                                    |
| 下桂荘（山城）             | 米60石                                                      | 日野入道一位家                                                     |
| 伏見御領（同）             | 米300石                                                     |                                                                    |
| 雨師社（大和）             | 緑青700両（近来進続松千把）                                 | 勧修寺中納言家（勧修寺経豊）                                       |
| 慈光寺（同）               | 油1石                                                       |                                                                    |
| 中村荘（同）               | 正月二日御影御菓子                                          |                                                                    |
| 平野殿（同）               | 御灌頂之時被成御布施畢                                      |                                                                    |
| 志宜寺（摂津）             | 米20石                                                      |                                                                    |
| 溝杭荘（同）               | 未定                                                        |                                                                    |
| 生島荘（同）               | 二季御供花御布施白布40段                                    |                                                                    |
| 松村荘（同）               | 毎月鯛90喉                                                  |                                                                    |
| 米守納所（伊勢）           | 米10石                                                      | 三条宰相中将家                                                     |
| 豊田荘（同）               | 糒1石                                                       |                                                                    |
| 藤掛荘（尾張）             | 糸20両                                                      |                                                                    |
| 富士荘（駿河）             | 綿1000両                                                    |                                                                    |
| 波賀利荘（甲斐）           | 未定                                                        |                                                                    |
| 錦部保（近江）             | 米80石                                                      | 高倉入道宰相家（高倉永行）                                         |
| 能美荘（加賀）             | 糸300両〈山上村〉・糸700両〈石内村〉                        | 毘沙門堂殿〈惣荘〉・三条宰相中納言家〈山上・石上〉                 |
| 井家荘（同）               | 米50石（本30石）                                            | 勧修寺中納言家                                                     |
| 上日本荘（能登）           | 米30石                                                      |                                                                    |
| 新庄（同）                 | 米70石                                                      | 東南院殿                                                           |
| 新保御厨（越中）           | 綿10両                                                      |                                                                    |
| 野口牧（丹波）             | 米400石（本300石）・雑事寄                                  |                                                                    |
| 木前荘（但馬）             | 綿200両                                                     | 毘沙門堂殿                                                         |
| 稲積荘（伯耆）             | 筵100枚                                                     | 葉室入道大納言家                                                   |
| 久永御厨（同）             | 米500石・鉄10000廷                                          |                                                                    |
| 矢送荘（同）               | 米500石・鉄10000廷                                          | 葉室入道大納言家                                                   |
| 松井荘（播磨）             | 弘紙4000帖                                                  | 瑞光寺〈左方〉・松下総入道跡赤松遠江五郎〈右方〉                   |
| 宝塔院両法花堂（備中）     | 香3石                                                       | 勧修寺中納言家                                                     |
| 吉茂荘（安芸）             | 米100石                                                     | 毘沙門堂殿                                                         |
| 石垣荘（紀伊）             | 綿300両・檜榑1000寸・炭16籠・薪4000束                       |                                                                    |
| 麻殖荘（阿波）             | 紅花1000両                                                  |                                                                    |
| 和久荘（丹波）             | 米60石                                                      |                                                                    |
| 巨勢荘（肥前）             | 米200石                                                     |                                                                    |
| 安富荘（同）               | 米50石                                                      |                                                                    |
| 一、雖有御領号不済年貢所々 |                                                             |                                                                    |
| 山内荘（相模）             |                                                             |                                                                    |
| 尾張国                     |                                                             | 右大臣家                                                           |
| 拜志荘（上野）             |                                                             | 三位家（冷泉範定）                                                 |
| 一宮（美作）               |                                                             | 坊城前大納言家（坊城俊任）                                         |
| 一、女房別当三位家領       |                                                             |                                                                    |
| 忍海荘（近江）             | 被寄進清閑寺                                                | 鹿王院                                                             |
| 饗庭荘（美作）             | 未定                                                        |                                                                    |
| 秋穂二島別宮（周防）       | 被寄進仁和寺菩提院愛染王                                    |                                                                    |
| 宍咋荘（阿波）             | 被寄進高野山蓮花乗院                                        |                                                                    |
| 弓削島（伊予）             | 被寄進東寺                                                  |                                                                    |
| 嵯峨武蔵堀池               |                                                             | 萩原殿                                                             |
| 一、新寄進地               |                                                             |                                                                    |
| 下久世荘（山城）           |                                                             |                                                                    |
| 西浄光院（摂津）           | 小文畳4帖                                                   | 舎那院                                                             |
| 此外                       |                                                             |                                                                    |
| 平判官田（山城）           | 御影堂灯油                                                  | 承仕（但不知行）                                                   |
| 松荘（尾張）               | 銭30貫文                                                    | 青蓮院殿（義円）〈惣荘〉・三位家範定卿〈十五丁名〉                 |
| 三野新庄（備前）           | 地蔵講米                                                    | 青蓮院殿                                                           |